# 1199
| 1199               |
| ------------------ |
| Dødsfald - Fødsler |
|                    |

| Gregoriansk kalender | 1199 MCXCIX             |
| Ab urbe condita      | 1952                    |
| Armensk kalender     | 648 ԹՎ ՈԽԸ              |
| Kinesiske kalender   | 3895 – 3896 戊午 – 己未 |
| Etiopisk kalender    | 1191 – 1192             |
| Jødisk kalender      | 4959 – 4960             |
| Hindukalendere       |                         |
| - Vikram Samvat      | 1254 – 1255             |
| - Shaka Samvat       | 1121 – 1122             |
| - Kali Yuga          | 4300 – 4301             |
| Iransk kalender      | 577 – 578               |
| Islamisk kalender    | 595 – 596               |

Konge i Danmark: Knud 6. 1182-1202
Se også 1199 (tal)

## Begivenheder
- Paven Innocens 3. forbyder lægfolk at læse Bibelen[kilde mangler]

## Dødsfald
- 6. april – Richard Løvehjerte dør i en alder af 41 år.